# Real Betis Balompié 2024-2025
Questa voce raccoglie le informazioni riguardanti il Real Betis Balompié nelle competizioni ufficiali della stagione 2024-2025.

## Maglie e sponsor
| Casa | Trasferta | Terza divisa |

## Rosa
Rosa e numerazione aggiornate al 2 febbraio 2025.
| N. |                         | Ruolo | Calciatore        |
| -- | ----------------------- | ----- | ----------------- |
| 1  | Portogallo (bandiera)   | P     | Rui Silva         |
| 2  | Spagna (bandiera)       | D     | Héctor Bellerín   |
| 3  | Spagna (bandiera)       | D     | Diego Llorente    |
| 4  | Stati Uniti (bandiera)  | C     | Johnny            |
| 5  | Spagna (bandiera)       | D     | Marc Bartra       |
| 6  | Brasile (bandiera)      | D     | Natan             |
| 7  | Spagna (bandiera)       | A     | Juanmi            |
| 7  | Brasile (bandiera)      | A     | Antony            |
| 8  | Francia (bandiera)      | C     | Nabil Fekir       |
| 8  | Brasile (bandiera)      | A     | Vitor Roque       |
| 9  | Argentina (bandiera)    | A     | Ezequiel Ávila    |
| 10 | Marocco (bandiera)      | A     | Abde Ezzalzouli   |
| 11 | RD del Congo (bandiera) | A     | Cédric Bakambu    |
| 12 | Svizzera (bandiera)     | D     | Ricardo Rodríguez |
| 13 | Spagna (bandiera)       | P     | Adrián            |
| 14 | Portogallo (bandiera)   | C     | William Carvalho  |

| N. |                      | Ruolo | Calciatore            |
| -- | -------------------- | ----- | --------------------- |
| 15 | Francia (bandiera)   | D     | Romain Perraud        |
| 16 | Spagna (bandiera)    | C     | Sergi Altimira        |
| 17 | Spagna (bandiera)    | C     | Rodri                 |
| 18 | Spagna (bandiera)    | C     | Pablo Fornals         |
| 19 | Spagna (bandiera)    | A     | Iker Losada           |
| 19 | Colombia (bandiera)  | A     | Juan Camilo Hernández |
| 20 | Argentina (bandiera) | C     | Giovani Lo Celso      |
| 21 | Spagna (bandiera)    | C     | Marc Roca             |
| 22 | Spagna (bandiera)    | C     | Isco                  |
| 23 | Senegal (bandiera)   | D     | Youssouf Sabaly       |
| 24 | Spagna (bandiera)    | A     | Aitor Ruibal          |
| 25 | Spagna (bandiera)    | P     | Fran Vieites          |
| 36 | Spagna (bandiera)    | A     | Jesús Rodríguez       |
| 38 | Spagna (bandiera)    | A     | Assane Diao           |
| 40 | Spagna (bandiera)    | D     | Ángel Ortiz           |
| 46 | Spagna (bandiera)    | C     | Mateo Flores          |

## Calciomercato

### Sessione estiva
| Acquisti         | Acquisti          | Acquisti         | Acquisti                    |
| R.               | Nome              | da               | Modalità                    |
| ---------------- | ----------------- | ---------------- | --------------------------- |
| D                | Chadi Riad        | Barcellona       | definitivo (9 milioni €)    |
| C                | Giovanni Lo Celso | Tottenham        | definitivo (5 milioni €)    |
| C                | Marc Roca         | Leeds Utd        | definitivo (4,5 milioni €)  |
| D                | Romain Perraud    | Southampton      | definitivo (3,5 milioni €)  |
| D                | Diego Llorente    | Leeds Utd        | definitivo (3,25 milioni €) |
| A                | Iker Losada       | Racing Ferrol    | definitivo (1,8 milioni €)  |
| D                | Natan             | Napoli           | prestito (1 milione €)      |
| D                | Ricardo Rodríguez | Torino           | svincolato                  |
| P                | Adrián            | Liverpool        | gratuito                    |
| A                | Vitor Roque       | Barcellona       | prestito                    |
| Altre operazioni |                   |                  |                             |
| R.               | Nome              | da               | Modalità                    |
| A                | Juanmi            | Cadice           | fine prestito               |
| A                | Borja Iglesias    | Bayer Leverkusen | fine prestito               |
| A                | Rober             | N.E.C.           | fine prestito               |
| A                | Álex Collado      | Al-Okhdood       | fine prestito               |
| A                | Juan Cruz         | Leganés          | fine prestito               |

| Cessioni         | Cessioni                  | Cessioni        | Cessioni                   |
| R.               | Nome                      | a               | Modalità                   |
| ---------------- | ------------------------- | --------------- | -------------------------- |
| D                | Chadi Riad                | Crystal Palace  | definitivo (15 milioni €)  |
| D                | Abner                     | Olympique Lione | definitivo (8 milioni €)   |
| C                | Rodri                     | Al-Arabi        | definitivo (8 milioni €)   |
| C                | Nabil Fekir               | Al-Jazira       | definitivo (5 milioni €)   |
| D                | Germán Pezzella           | River Plate     | definitivo (4,5 milioni €) |
| A                | Ayoze Pérez               | Villarreal      | definitivo (4 milioni €)   |
| A                | Willian José              | Spartak Mosca   | definitivo (2 milioni €)   |
| A                | Rober                     | N.E.C.          | definitivo (1,2 milioni €) |
| A                | Juan Cruz                 | Leganés         | definitivo (1 milione €)   |
| C                | Guido Rodríguez           | West Ham Utd    | gratuito                   |
| D                | Juan Miranda              | Bologna         | gratuito                   |
| A                | Borja Iglesias            | Celta Vigo      | gratuito                   |
| A                | Álex Collado              | Al-Okhdood      | prestito                   |
| A                | Yanis Senhadji            | Tenerife        | prestito                   |
| D                | Ricardo Visus             | Almere City     | prestito                   |
| P                | Claudio Bravo             |                 | ritiro                     |
| D                | Sōkratīs Papastathopoulos |                 | ritiro                     |
| Altre operazioni |                           |                 |                            |
| R.               | Nome                      | da              | Modalità                   |
| D                | Chadi Riad                | Barcellona      | fine prestito              |
| C                | Marc Roca                 | Leeds Utd       | fine prestito              |

### Sessione invernale
| Acquisti         | Acquisti              | Acquisti       | Acquisti                  |
| R.               | Nome                  | da             | Modalità                  |
| ---------------- | --------------------- | -------------- | ------------------------- |
| A                | Antony                | Manchester Utd | prestito                  |
| A                | Juan Camilo Hernández | Columbus Crew  | definitivo (13 milioni €) |
| Altre operazioni |                       |                |                           |
| R.               | Nome                  | da             | Modalità                  |

| Cessioni         | Cessioni    | Cessioni         | Cessioni                  |
| R.               | Nome        | a                | Modalità                  |
| ---------------- | ----------- | ---------------- | ------------------------- |
| A                | Assane Diao | Como             | definitivo (12 milioni €) |
| P                | Rui Silva   | Sporting Lisbona | prestito                  |
| A                | Iker Losada | Celta Vigo       | prestito                  |
| A                | Juanmi      | Getafe           | prestito                  |
| Altre operazioni |             |                  |                           |
| R.               | Nome        | da               | Modalità                  |

## Risultati

### Primera División

#### Girone di andata
| Arbitro: | Ortiz Arias |

|           |           |              |
| Bartra 6’ | Marcatori | 72’ Misehouy |

| Vitoria-Gasteiz 25 agosto 2024, ore 19:15 CEST 2ª giornata | Alavés          | 0 – 0 referto | Betis | Mendizorrotza (16 623 spett.)\| Arbitro: \| Busquets Ferrer \| |
| Arbitro:                                                   | Busquets Ferrer |               |       |                                                                |

| Arbitro: | Pulido Santana |

|                          |           |                 |
| Lo Celso 61’ (rig.), 74’ | Marcatori | 90+3’ Arambarri |

| Arbitro: | Alberola Rojas |

|                        |           |  |
| Mbappé 67’, 75’ (rig.) | Marcatori |  |

| Arbitro: | González Fuertes |

|                                |           |  |
| Ezzalzouli 74’ Vitor Roque 86’ | Marcatori |  |

| Arbitro: | García Verdura |

|             |           |                              |
| Lo Celso 7’ | Marcatori | 8’ D. Rodríguez 90+3’ Valery |

| Arbitro: | Sánchez Martínez |

|            |           |                |
| Moleiro 9’ | Marcatori | 45+3’ Lo Celso |

| Arbitro: | Hernández Hernández |

|              |           |  |
| Lo Celso 85’ | Marcatori |  |

| Arbitro: | Martínez Munuera |

|                      |           |  |
| Lukebakio 50’ (rig.) | Marcatori |  |

| Arbitro: | Muñiz Ruiz |

|           |           |                          |
| Torró 59’ | Marcatori | 7’ Vitor Roque 73’ Ávila |

| Arbitro: | Gil Manzano |

|                        |           |  |
| J.M. Giménez 4’ (aut.) | Marcatori |  |

| Arbitro: | Alberola Rojas |

|               |           |             |
| Berenguer 68’ | Marcatori | 52’ Fornals |

| Arbitro: | Ortiz Arias |

|                              |           |                            |
| Vitor Roque 40’ Bartra 90+5’ | Marcatori | 13’ Rodríguez 82’ Douvikas |

| Arbitro: | De Burgos Bengoetxea |

|                                       |           |                           |
| Tárrega 8’ Duro 50’, 53’ D. López 56’ | Marcatori | 14’ (aut.) Duro 66’ Ávila |

| Arbitro: | Hernández Maeso |

|                                             |           |  |
| D. Llorente 14’ (aut.) Oyarzabal 31’ (rig.) | Marcatori |  |

| Arbitro: | Muñiz Ruiz |

|                                |           |                               |
| Lo Celso 68’ (rig.) Diao 90+4’ | Marcatori | 39’ Lewandowski 82’ F. Torres |

| Arbitro: | Cuadra Fernández |

|           |           |                              |
| Baena 55’ | Marcatori | 32’ Vitor Roque 47’ Lo Celso |

| Arbitro: | García Verdura |

|                 |           |             |
| Isco 37’ (rig.) | Marcatori | 51’ Palazón |

| Arbitro: | Cordero Vega |

|                |           |  |
| Kike Pérez 58’ | Marcatori |  |

#### Girone di ritorno
| Arbitro: | Hernández Hernández |

|                  |           |                                  |
| J. Rodríguez 28’ | Marcatori | 11’ (rig.), 80’, 84’ Kike García |

| Arbitro: | Alberola Rojas |

|  |           |               |
|  | Marcatori | 90+6’ Bakambu |

| Arbitro: | Martínez Munuera |

|                        |           |                           |
| Isco 15’ Perraud 45+2’ | Marcatori | 33’ A. Paredes 69’ Sancet |

| Arbitro: | Busquets Ferrer |

|                                              |           |                            |
| F. Beltrán 63’ J. Rodríguez 65’ Swedberg 87’ | Marcatori | 10’ Antony 22’ D. Llorente |

| Arbitro: | Gil Manzano |

|                          |           |  |
| Antony 51’ Roca 64’, 69’ | Marcatori |  |

| Arbitro: | Alberola Rojas |

|                   |           |                      |
| Borja Mayoral 82’ | Marcatori | 18’, 77’ (rig.) Isco |

| Arbitro: | Hernández Hernández |

|                            |           |          |
| Johnny 34’ Isco 54’ (rig.) | Marcatori | 10’ Díaz |

| Arbitro: | ùSánchez Martínez |

|                 |           |  |
| D. Llorente 65’ | Marcatori |  |

| Arbitro: | Soto Grado |

|               |           |                                           |
| Raba 29’, 44’ | Marcatori | 64’ (rig.) Isco 78’ Bakambu 82’ Hernández |

| Arbitro: | Busquets Ferrer |

|                            |           |               |
| Johnny 25’ Hernández 45+3’ | Marcatori | 17’ R. Vargas |

| Arbitro: | Gil Manzano |

|         |           |           |
| Gavi 7’ | Marcatori | 17’ Natan |

| Arbitro: | Pulido Santana |

|           |           |                           |
| Ruibal 3’ | Marcatori | 26’ T. Barry 48’ A. Pérez |

| Arbitro: | Hernández Hernández |

|            |           |                               |
| Stuani 85’ | Marcatori | 6’ Johnny 39’ Antony 42’ Isco |

| Arbitro: | Hernández Maeso |

|                                                                    |           |           |
| J. Rodríguez 17’ Hernández 64’ Isco 66’ Perraud 84’ Ezzalzouli 90’ | Marcatori | 41’ Chuki |

| Arbitro: | Cuadra Fernández |

|                    |           |                           |
| Fernández Jaén 28’ | Marcatori | 85’ Lo Celso 90+1’ Antony |

| Arbitro: | Ortiz Arias |

|               |           |             |
| Hernández 64’ | Marcatori | 75’ Budimir |

| Arbitro: | González Fuertes |

|                             |           |                               |
| De Frutos 37’ Lejeune 45+6’ | Marcatori | 51’ Hernández 61’ (rig.) Isco |

| Arbitro: | Cordero Vega |

|                                                   |           |             |
| J. Álvarez 10’, 75’ Le Normand 45+3’ Correa 90+6’ | Marcatori | 67’ Fornals |

| Arbitro: | García Verdura |

|            |           |         |
| Antony 40’ | Marcatori | 75’ Mir |

### Coppa del Re
| Arbitro: | J. Sanchez |

|                     |           |                                                                  |
| Juanma 90+1’ (rig.) | Marcatori | 6’ Altimira 26’ Diao 28’ Bakambu 68’ Juanmi 79’, 87’ Vitor Roque |

| Arbitro: | Busquets Ferrer |

|             |           |                                       |
| Serrano 36’ | Marcatori | 26’ Ávila 79’ Bartra 90+6’ Ezzalzouli |

| Arbitro: | Ortiz Arias |

|  |           |          |
|  | Marcatori | 38’ Isco |

| Arbitro: | Sánchez Martínez |

|                                                      |           |                 |
| Gavi 3’ Koundé 27’ Raphinha 58’ Torres 67’ Yamal 75’ | Marcatori | 84’ Vitor Roque |

### UEFA Conference League

#### Spareggi
| Arbitro: | Arda Kardeşler |

|  |           |                     |
|  | Marcatori | 13’ Ávila 62’ Rodri |

| Arbitro: | Igor Pajač |

|                                |           |  |
| Ruibal 40’ Ezzalzouli 41’, 43’ | Marcatori |  |

#### Fase campionato
| Arbitro: | Pairetto |

|             |           |  |
| Kapuadi 23’ | Marcatori |  |

| Arbitro: | Delajod |

|               |           |                 |
| Ezzalzouli 8’ | Marcatori | 77’ (rig.) Diks |

| Arbitro: | Simović |

|                        |           |           |
| Natan 75’ Juanmi 90+4’ | Marcatori | 81’ Nieto |

| Arbitro: | Schlager |

|                     |           |              |
| Vojta 51’ Vydra 54’ | Marcatori | 17’ Lo Celso |

| Arbitro: | D'hondt |

|  |           |             |
|  | Marcatori | 54’ Bakambu |

| Arbitro: | Kolarić |

|            |           |  |
| Johnny 27’ | Marcatori |  |

#### Fase a eliminazione diretta

##### Spareggi
| Arbitro: | Feșnic |

|  |           |                                     |
|  | Marcatori | 47’ Antony 72’ Bakambu 84’ Altimira |

| Arbitro: | Sylwestrzak |

|  |           |           |
|  | Marcatori | 87’ Brown |

##### Ottavi di finale
| Arbitro: | Dabanović |

|                      |           |                         |
| Bakambu 48’ Isco 75’ | Marcatori | 51’ Mendes 81’ Oliveira |

| Arbitro: | Gözübüyük |

|  |           |                                     |
|  | Marcatori | 5’, 20’ Bakambu 58’ Antony 80’ Isco |

##### Quarti di finale
| Arbitro: | Taylor |

|                                |           |  |
| Bakambu 24’ J. Rodríguez 45+2’ | Marcatori |  |

| Arbitro: | Turpin |

|              |           |             |
| Čurlinov 81’ | Marcatori | 78’ Bakambu |

##### Semifinale
| Arbitro: | Oliver |

|                          |           |             |
| Ezzalzouli 6’ Antony 64’ | Marcatori | 73’ Ranieri |

| Arbitro: | Nyberg |

|                 |           |                           |
| Gosens 34’, 42’ | Marcatori | 30’ Antony 97’ Ezzalzouli |

##### Finale
| Arbitro: | Peljto |

|               |           |                                                       |
| Ezzalzouli 9’ | Marcatori | 65’ E. Fernández 70’ Jackson 83’ Sancho 90+1’ Caicedo |

## Statistiche finali

### Statistiche di squadra
| Competizione      | Punti | In casa | In casa | In casa | In casa | In casa | In casa | In trasferta | In trasferta | In trasferta | In trasferta | In trasferta | In trasferta | In campo neutro | In campo neutro | In campo neutro | In campo neutro | In campo neutro | In campo neutro | Totale | Totale | Totale | Totale | Totale | Totale | DR  |
| Competizione      | Punti | G       | V       | N       | P       | Gf      | Gs      | G            | V            | N            | P            | Gf           | Gs           | G               | V               | N               | P               | Gf              | Gs              | G      | V      | N      | P      | Gf     | Gs     | DR  |
| ----------------- | ----- | ------- | ------- | ------- | ------- | ------- | ------- | ------------ | ------------ | ------------ | ------------ | ------------ | ------------ | --------------- | --------------- | --------------- | --------------- | --------------- | --------------- | ------ | ------ | ------ | ------ | ------ | ------ | --- |
| Liga              | 60    | 19      | 8       | 7       | 3       | 32      | 21      | 19           | 7            | 5            | 7            | 25           | 29           | -               | -               | -               | -               | -               | -               | 38     | 16     | 12     | 10     | 57     | 50     | +7  |
| Coppa del Re      | -     | -       | -       | -       | -       | -       | -       | 4            | 3            | 0            | 1            | 11           | 7            | -               | -               | -               | -               | -               | -               | 4      | 3      | 0      | 1      | 11     | 7      | +4  |
| Conference League | 10    | 8       | 5       | 2       | 1       | 13      | 6       | 8            | 4            | 2            | 2            | 14           | 6            | 1               | 0               | 0               | 1               | 1               | 4               | 17     | 9      | 4      | 4      | 28     | 16     | +12 |
| Totale            | -     | 27      | 14      | 9       | 4       | 45      | 27      | 31           | 14           | 7            | 10           | 50           | 42           | 1               | 0               | 0               | 1               | 1               | 4               | 59     | 28     | 16     | 15     | 96     | 73     | +23 |

### Andamento in campionato
| Giornata  | 1  | 2  | 3 | 4  | 5 | 6  | 7  | 8 | 9  | 10 | 11 | 12 | 13 | 14 | 15 | 16 | 17 | 18 | 19 | 20 | 21 | 22 | 23 | 24 | 25 | 26 | 27 | 28 | 29 | 30 | 31 | 32 | 33 | 34 | 35 | 36 | 37 | 38 |
| --------- | -- | -- | - | -- | - | -- | -- | - | -- | -- | -- | -- | -- | -- | -- | -- | -- | -- | -- | -- | -- | -- | -- | -- | -- | -- | -- | -- | -- | -- | -- | -- | -- | -- | -- | -- | -- | -- |
| Luogo     | C  | T  | C | T  | C | C  | T  | C | T  | T  | C  | T  | C  | T  | T  | C  | T  | C  | T  | C  | T  | C  | T  | C  | T  | C  | C  | T  | C  | T  | C  | T  | C  | T  | C  | T  | T  | C  |
| Risultato | N  | N  | V | P  | V | P  | N  | V | P  | V  | V  | N  | N  | P  | P  | N  | V  | N  | P  | P  | V  | N  | P  | V  | V  | V  | V  | V  | V  | N  | P  | V  | V  | V  | N  | N  | P  | N  |
| Posizione | 10 | 11 | 6 | 11 | 6 | 10 | 11 | 8 | 10 | 7  | 6  | 7  | 7  | 9  | 10 | 11 | 9  | 9  | 10 | 12 | 10 | 10 | 11 | 8  | 7  | 6  | 6  | 6  | 6  | 6  | 6  | 6  | 6  | 6  | 6  | 6  | 6  | 6  |

### Statistiche dei giocatori
Sono in corsivo i calciatori che hanno lasciato la società a stagione in corso.
| Giocatore     | Liga     | Liga | Liga        | Liga       | Coppa del Re | Coppa del Re | Coppa del Re | Coppa del Re | Conference League | Conference League | Conference League | Conference League | Totale   | Totale | Totale      | Totale     |
| Giocatore     | Presenze | Reti | Ammonizioni | Espulsioni | Presenze     | Reti         | Ammonizioni  | Espulsioni   | Presenze          | Reti              | Ammonizioni       | Espulsioni        | Presenze | Reti   | Ammonizioni | Espulsioni |
| ------------- | -------- | ---- | ----------- | ---------- | ------------ | ------------ | ------------ | ------------ | ----------------- | ----------------- | ----------------- | ----------------- | -------- | ------ | ----------- | ---------- |
| Adrián        | 19       | -28  | 1           | 0          | 0            | -0           | 0            | 0            | 7                 | -9                | 0                 | 0                 | 26       | -37    | 1           | 0          |
| S. Altimira   | 32       | 0    | 4           | 0          | 4            | 1            | 0            | 0            | 17                | 1                 | 1                 | 0                 | 53       | 2      | 5           | 0          |
| Antony        | 17       | 4    | 3           | 1          | 0            | 0            | 0            | 0            | 9                 | 4                 | 3                 | 0                 | 26       | 8      | 6           | 1          |
| S. Arribas    | 1        | 0    | 0           | 0          | 0            | 0            | 0            | 0            | 0                 | 0                 | 0                 | 0                 | 1        | 0      | 0           | 0          |
| E. Ávila      | 19       | 2    | 5           | 1          | 2            | 1            | 1            | 0            | 11                | 1                 | 3                 | 0                 | 32       | 4      | 9           | 1          |
| C. Bakambu    | 25       | 2    | 3           | 0          | 3            | 1            | 1            | 0            | 14                | 7                 | 1                 | 0                 | 42       | 10     | 5           | 0          |
| M. Bartra     | 25       | 2    | 2           | 0          | 2            | 1            | 1            | 0            | 10                | 0                 | 0                 | 0                 | 37       | 3      | 3           | 0          |
| H. Bellerín   | 9        | 0    | 1           | 0          | 0            | 0            | 0            | 0            | 4                 | 0                 | 0                 | 0                 | 13       | 0      | 1           | 0          |
| W. Carvalho   | 14       | 0    | 1           | 0          | 0            | 0            | 0            | 0            | 1                 | 0                 | 0                 | 0                 | 15       | 0      | 1           | 0          |
| A. Diao       | 10       | 1    | 0           | 0          | 1            | 1            | 0            | 0            | 8                 | 0                 | 0                 | 0                 | 19       | 2      | 0           | 0          |
| A. Ezzalzouli | 32       | 2    | 2           | 0          | 2            | 1            | 0            | 0            | 15                | 5                 | 2                 | 0                 | 49       | 8      | 4           | 0          |
| N. Fekir      | 2        | 0    | 0           | 0          | 0            | 0            | 0            | 0            | 1                 | 0                 | 0                 | 0                 | 3        | 0      | 0           | 0          |
| M. Flores     | 5        | 0    | 1           | 0          | 4            | 0            | 1            | 0            | 8                 | 0                 | 0                 | 0                 | 17       | 0      | 2           | 0          |
| P. Fornals    | 27       | 2    | 2           | 0          | 1            | 0            | 0            | 0            | 10                | 0                 | 2                 | 0                 | 38       | 2      | 4           | 0          |
| P. García     | 3        | 0    | 0           | 0          | 0            | 0            | 0            | 0            | 2                 | 0                 | 0                 | 0                 | 5        | 0      | 0           | 0          |
| C. Guirao     | 2        | 0    | 0           | 0          | 1            | 0            | 0            | 0            | 0                 | 0                 | 0                 | 0                 | 3        | 0      | 0           | 0          |
| C. Hernández  | 15       | 5    | 0           | 0          | 0            | 0            | 0            | 0            | 0                 | 0                 | 0                 | 0                 | 15       | 5      | 0           | 0          |
| Isco          | 22       | 8    | 4           | 0          | 2            | 1            | 0            | 0            | 9                 | 2                 | 2                 | 0                 | 33       | 11     | 6           | 0          |
| Johnny        | 28       | 3    | 5           | 0          | 3            | 0            | 0            | 0            | 15                | 1                 | 1                 | 0                 | 46       | 4      | 6           | 0          |
| Juanmi        | 11       | 0    | 2           | 0          | 2            | 1            | 0            | 0            | 6                 | 1                 | 0                 | 0                 | 19       | 2      | 2           | 0          |
| G. Lo Celso   | 25       | 8    | 4           | 0          | 2            | 0            | 0            | 0            | 7                 | 1                 | 0                 | 1                 | 34       | 9      | 4           | 1          |
| I. Losada     | 10       | 0    | 0           | 0          | 3            | 0            | 0            | 0            | 2                 | 0                 | 0                 | 0                 | 15       | 0      | 0           | 0          |
| D. Llorente   | 30       | 2    | 3           | 0          | 2            | 0            | 0            | 0            | 10                | 0                 | 2                 | 0                 | 42       | 2      | 5           | 0          |
| N. Mendy      | 2        | 0    | 1           | 0          | 1            | 0            | 0            | 0            | 2                 | 0                 | 0                 | 0                 | 5        | 0      | 1           | 0          |
| Natan         | 31       | 1    | 5           | 1          | 4            | 0            | 0            | 0            | 16                | 1                 | 2                 | 0                 | 51       | 2      | 7           | 1          |
| Á. Ortiz      | 5        | 0    | 0           | 0          | 0            | 0            | 0            | 0            | 1                 | 0                 | 0                 | 0                 | 6        | 0      | 0           | 0          |
| D. Pérez      | 0        | 0    | 0           | 0          | 0            | 0            | 0            | 0            | 2                 | 0                 | 0                 | 0                 | 2        | 0      | 0           | 0          |
| R. Perraud    | 28       | 2    | 8           | 1          | 3            | 0            | 1            | 0            | 10                | 0                 | 3                 | 0                 | 41       | 2      | 12          | 1          |
| M. Roca       | 14       | 2    | 3           | 0          | 0            | 0            | 0            | 0            | 3                 | 0                 | 0                 | 0                 | 17       | 2      | 3           | 0          |
| Rodri         | 3        | 0    | 0           | 0          | 0            | 0            | 0            | 0            | 2                 | 1                 | 0                 | 0                 | 5        | 1      | 0           | 0          |
| R. Rodríguez  | 18       | 0    | 0           | 0          | 3            | 0            | 1            | 0            | 12                | 0                 | 0                 | 0                 | 33       | 0      | 1           | 0          |
| J. Rodríguez  | 21       | 2    | 0           | 0          | 3            | 0            | 0            | 0            | 8                 | 1                 | 0                 | 0                 | 32       | 3      | 0           | 0          |
| A. Ruibal     | 29       | 1    | 5           | 0          | 2            | 0            | 1            | 0            | 14                | 1                 | 5                 | 0                 | 45       | 2      | 11          | 0          |
| Y. Sabaly     | 22       | 0    | 1           | 0          | 4            | 0            | 1            | 0            | 8                 | 0                 | 2                 | 0                 | 34       | 0      | 4           | 0          |
| Rui Silva     | 15       | -18  | 1           | 0          | 0            | -0           | 0            | 0            | 2                 | -0                | 0                 | 0                 | 17       | -18    | 1           | 0          |
| F. Vieites    | 4        | -5   | 0           | 0          | 4            | -7           | 1            | 0            | 8                 | -7                | 1                 | 0                 | 16       | -19    | 2           | 0          |
| Vitor Roque   | 22       | 4    | 4           | 0          | 4            | 3            | 0            | 0            | 7                 | 0                 | 0                 | 1                 | 33       | 7      | 4           | 1          |